# Piper pachyarthrum
Piper pachyarthrum är en pepparväxtart som beskrevs av Karl Moritz Schumann. Piper pachyarthrum ingår i släktet Piper och familjen pepparväxter. Inga underarter finns listade i Catalogue of Life.